# روميو جيمس
روميو جيمس (بالإنجليزية: Romeo James) هو لاعب هوكي الحقل هندي، ولد في 15 سبتمبر 1958.

## وصلات خارجية
- روميو جيمس على موقع أوليمبيديا (الإنجليزية)